# Apaturina saparuana
Apaturina saparuana är en fjärilsart som beskrevs av Felix Bryk 1939. Apaturina saparuana ingår i släktet Apaturina och familjen praktfjärilar. Inga underarter finns listade i Catalogue of Life.